# 게임포지 AG
게임포지(Gameforge)는 독일의 비디오 게임 개발 및 유통업체이다. 주력 서비스 상품은 브라우저 기반 MMO이다. 이 회사는 2003년 12월 클라스 커스팅(Klaas Kersting)과 알렉산더 로에즈너(Alexander Rösner)에 의해 설립되었다.
2002년 프로그래머 알렉산더 로에즈너가 웹 전략 게임 오게임(Ogame)을 개발 및 런칭을 하였다. 2003년 클라스 커스팅과 알렉산더 로에즈너는 게임포지를 설립하였고, 커스팅은 온라인 게임 플레이어가 급증하고 있고, 시장이 커질 것을 예상했었다.

## 게임
- 엘소드
- 이카리암
- 메틴2
- 오게임